# Marcel Piesche
Marcel Piesche (Nordhorn, 28 februari 1989) is een Duits voetballer die als verdediger speelt.

## Carrière
Piesche kwam in 2001 in de jeugdopleiding van FC Twente terecht, nadat hij gescout was bij Weise elf Nordhorn. Vanaf 2006 maakte hij deel uit van de A1, waar hij in 2007 landskampioen mee werd en in seizoen 2007/08 de Super Cup en Otten Cup mee won. Tot medio 2010 speelde Piesche nog bij Jong FC Twente, maar wist uiteindelijk geen speeltijd af te dwingen in het eerste elftal. Hij had een niet succesvolle stage bij RB Leipzig. Begin september van 2010 werd bekend dat Piesche op amateurbasis bij FC Emmen gaat spelen. Niet veel later maakte hij zijn debuut voor de club. Op 10 september viel hij tegen Fortuna Sittard in de 79e minuut in voor Pelé van Anholt. De uitwedstrijd werd met 1-3 gewonnen. In maart 2011 verliet hij Emmen nadat besprekingen over een contract op niets uitliepen. Hierna was hij op proef bij SV Meppen en SV Holthausen-Biene. Eind augustus van dat jaar verkoos hij TuS Lingen boven FC Schüttorf 09.

## Erelijst
Jeugd
- Landskampioen A-junioren: 2007
- Super Cup A-junioren: 2007
- Otten Cup: 2008

## Statistieken
| Seizoen | Club       | Land      | Competitie        | Wed. | Goals |
| ------- | ---------- | --------- | ----------------- | ---- | ----- |
| 2010/11 | FC Emmen   | Nederland | Eerste divisie    | 14   | 0     |
| 2011/12 | TuS Lingen | Duitsland | Bezirkliga West 3 |      |       |
| Totaal  | Totaal     | Totaal    | Totaal            | 14   | 0     |

Bijgewerkt op 10 mei 2011 11:05 (CEST)